# 칠서초등학교 이령분교
칠서초등학교 이령분교장은 대한민국 경상남도 함안군에 있었던 공립 초등학교이다.

## 학교 연혁
- 1940년 5월 4일 칠북국공립국민학교 부설 간이학교 설립
- 1943년 7월 1일 이령국민학교 개교
- 1996년 3월 1일 이령초등학교로 교명 변경
- 1999년 9월 1일 칠북초등학교 이령분교장으로 개편
- 2015년 9월 1일 칠서초등학교 이령분교장으로 개편
- 2024년 2월 29일 81년만에 폐교

## 참고 자료
- 칠서초등학교이령분교장 - 한국교육학술정보원 학교알리미